# Hans Winderstein

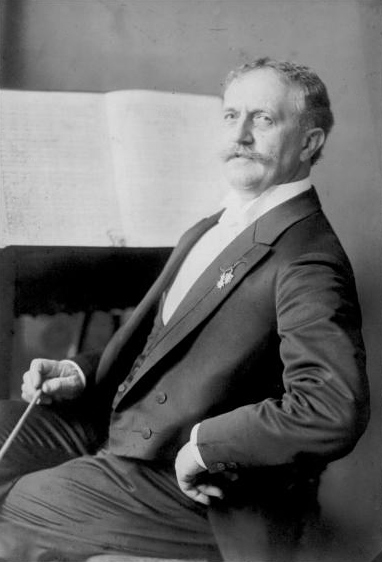
Hans Winderstein.

Hans Wilhelm Gustav Winderstein, född den 29 oktober 1856 i Lüneburg, död den 23 juni 1925, var en tysk dirigent.
Winderstein studerade vid Leipzigs musikkonservatorium 1877–80, var först violinist vid en orkester i Nice, sedan dirigent 1884–87 för stadsorkestern i Winterthur, 1887–93 i Nürnberg, 1893–96 för Kaimkonserterna i München och gav från 1896 filharmoniska konserter i Leipzig med egen orkester ("Windersteinorkestern"). Med denna företog han även resor till bland annat USA och Skandinavien (till Stockholm 1890 och 1892) samt spelade om somrarna i kurorten Nauheim. Han komponerade bland annat orkesterstycken och violinsoli. Han tilldelades 1910 professors titel.